# Municipio de Fairfield (condado de Madison)
El municipio de Fairfield (en inglés: Fairfield Township) es un municipio ubicado en el condado de Madison en el estado estadounidense de Ohio. En el año 2010 tenía una población de 1437 habitantes y una densidad poblacional de 17,37 personas por km².

## Geografía
El municipio de Fairfield se encuentra ubicado en las coordenadas 39°50′49″N 83°17′59″O / 39.84694, -83.29972. Según la Oficina del Censo de los Estados Unidos, el municipio tiene una superficie total de 82.75 km², de la cual 82.75 km² corresponden a tierra firme y (0%) 0 km² es agua.

## Demografía
Según el censo de 2010, había 1437 personas residiendo en el municipio de Fairfield. La densidad de población era de 17,37 hab./km². De los 1437 habitantes, el municipio de Fairfield estaba compuesto por el 98.19% blancos, el 0.56% eran afroamericanos, el 0.07% eran amerindios, el 0.14% eran asiáticos, el 0.07% eran isleños del Pacífico, el 0.49% eran de otras razas y el 0.49% pertenecían a dos o más razas. Del total de la población el 1.04% eran hispanos o latinos de cualquier raza.